# フジテレビNEXT

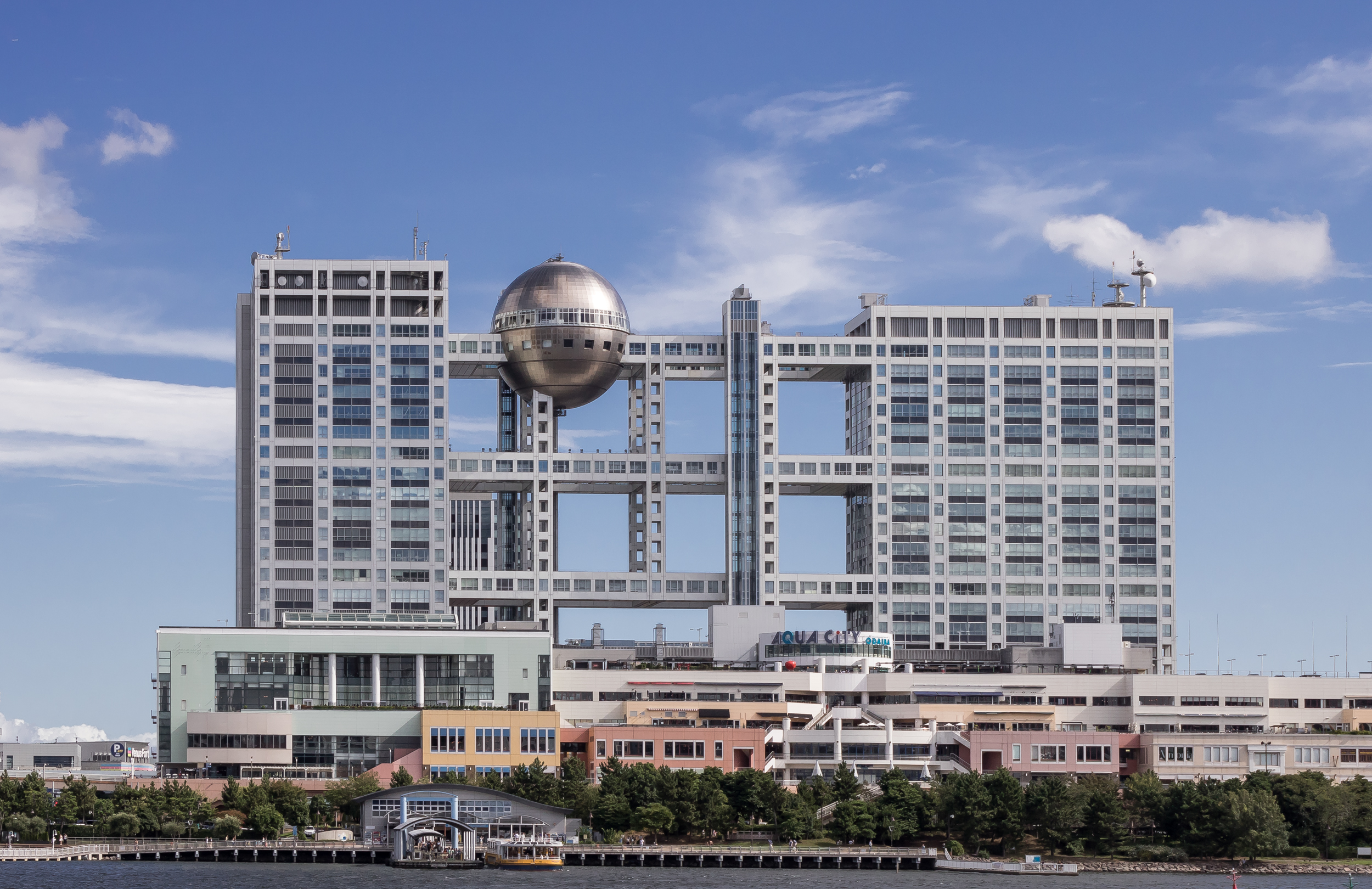
フジテレビ本社ビル（FCGビル）

フジテレビNEXT  ライブ・プレミアム（フジテレビネクスト ライブ・プレミアム）は、フジテレビジョン総合開発局メディア開発センターペイTV事業部が運営するCS放送チャンネル「フジテレビワンツーネクスト」のひとつである。
スカパー!プレミアムサービス（衛星一般放送事業者はスカパー・エンターテイメント）、スカパー!（衛星基幹放送事業者はサテライト・サービス）、スカパー!プレミアムサービス光、ケーブルテレビなどで視聴可能である。
本稿はインターネットによるストリーミング配信サービス「フジテレビNEXTsmart」（フジテレビネクストスマート、通称：ネクスマ）についても触れる。

## チャンネル概要
2008年4月1日、民放キー局主体でのCSによる初のハイビジョン放送チャンネル「フジテレビCSHD」（フジテレビシーエスエイチディー、以下CSHD）として開局。2009年3月31日まではキャンペーンとして、スカパー!HD契約者、およびスカパー!e2（現・スカパー!）にてフジテレビ721（以下721）、フジテレビ739（以下739）の両チャンネルの契約者であれば無料で視聴可能であった（「e2基本パック（現・スカパー!基本プラン）」契約者は721、739両方が見られるため無条件で視聴可能。一方、e2の「プロ野球セット」契約者はプロ野球中継のみ視聴可能だった）。大半の番組は721・739とのサイマル放送で、その場合、721・739では番組開始前に「このあとの番組は スカパー!HDの613チャンネル スカパー!e2の306チャンネルでは ハイビジョンで放送します」と案内CMが流れることがあった。
2009年4月1日、「フジテレビNEXT」（以下NEXT）にチャンネル名を変更すると共に有料化。スカパー!SDおよびeo光テレビやJ:COM、JCNといったケーブルテレビ局での放送を開始した。
従来721で放送されていたF1やK-1の生中継、739で放送されていた海外サッカーや競馬番組などがNEXTに移行している（競馬番組はフジテレビTWO ドラマ・アニメ（以下TWO）に再移行していたが、2012年4月1日からフジテレビONE スポーツ・バラエティ（以下ONE）に再々移行された）。
2010年4月23日には、同チャンネルにて、フジテレビ初の3Dハイビジョンによる番組「アリス3D」を放送した（同局の音組による制作）。この際、この番組の冠スポンサーであるパナソニックによる日本初の3DハイビジョンCM（プロゴルファーの石川遼が出演）も放送された。
2010年10月より、IP放送のひかりTVに配信開始。
2012年4月1日より「フジテレビNEXT ライブ・プレミアム」にチャンネル名を変更。主にコンサートや舞台中継を中心に、スポーツ中継のうち、Jリーグカップ・ブンデスリーガといった主要サッカー大会、フォーミュラ・ワン世界選手権生中継などのライブコンテンツを重視した編成を実施する。2012年6月5日より、スカパー!e2のチャンネル番号（306ch → 309ch）とネットワーク変更（CS1 → CS2）が行われた。
2012年9月28日、スカパー!における基幹放送事業者をスカパー・エンターテイメントからフジ・メディア・ホールディングス子会社のサテライト・サービスに移管。ONE・TWOと一体して配信を行うこととなった（同日付でONE・TWOの2チャンネルをハイビジョン放送に移行した）。
2016年12月1日、スカパー!プレミアムサービスの衛星一般放送事業者がスカパー・ブロードキャスティングからスカパー・エンターテイメントに変更。
午前6時を基点とした24時間配信である。
フジONE/TWOがスカパーの標準契約コース「基本プラン」や、ケーブルテレビでも多くは標準パッケージ契約コースで視聴できるのに対し、NEXTは原則オプション契約のみとなる。スカパーやひかりTV、auひかりでは単品契約、および標準パッケージコースとのセットで契約した場合に割引特典が付く場合もある

## 放送される主な番組

### スポーツ

#### サッカー・サッカー関連
- 国際親善試合
- Jリーグカップ実況中継　ONE・TWO・NEXT（2009年はONE、2010年はTWO中心に放送）

#### モータースポーツ
- F1グランプリ（ステレオ2音声放送あり）
- F1GPニュース

#### その他
- NBA（原則として、毎週木曜と日曜の試合）
- 春の高校バレー「全日本バレーボール高等学校選手権大会」（ONE・TWOと分担して全試合中継 1-3回戦と準々決勝は生中継と録画の併用）
- プロ野球中継（系列局が中継権を有する巨人戦ビジターゲーム（ヤクルト戦を除く）がフジテレビONE「SWALLOWS BASEBALL L!VE」・フジテレビTWO「LIONS BASEBALL L!VE」と重なった場合のみ（一部の試合のみ）。主に対中日戦。）
- フジサンケイクラシック 黄金伝説
- ダイヤモンドグローブ黄金伝説　タイトルマッチ名勝負特選
- カーリング

### エンターテイメント
- ゲームセンターCX　ONE（レギュラー）、NEXT（SP版、一挙放送、過去のシーズンの再放送）
- もっと温泉へ行こう!
- フジテレビ製作映画のメイキング番組　ONE・TWO・NEXT

公開初日の舞台挨拶の模様を生中継する作品もある。なおメイキング、初日舞台挨拶は日本映画専門チャンネルでも放送されるほか関西テレビと共同制作された作品（『アンフェア the movie』など）の場合は関西テレビ☆京都チャンネルでも放送された。
- しおこうじ玉井詩織×坂崎幸之助のお台場フォーク村NEXT
  - 坂崎幸之助のももいろフォーク村NEXT
- コアラモード.小幡康裕のガチンコスターダストプラネット
  - 清塚信也のガチンコスターダストプラネット
  - 清塚信也のガチンコ3B junior
- きくちから
- 西川貴教の僕らの音楽
- Kiramuneカンパニー
- 深夜喫茶スジガネーゼ<延長営業>
- 実話怪談倶楽部　ONE（初回放送・再放送）・NEXT（再放送のみ）

### ライブ
- TOKYO IDOL FESTIVAL
- イナズマロックフェス
- GIRLS' FACTORY
  - GIRLS' FACTORY NEXT
- STAR PLANET（旧 STARDUST PLANET）関連ライブ
  - ももいろクローバーZ
    - ももいろ歌合戦

  - 私立恵比寿中学
- AKB48紅白対抗歌合戦 (2017年)

### アニメ
アニメに関しては、原則、フジテレビTWOでの放送となる。
- バーテンダー
- YAWARA!※ONEでも放送（かつては日テレプラスで放送されて、現在はテレ朝チャンネル2で「HDリマスター版」として放送中。読売テレビ制作）
- ONE PIECE（現在はTWOのみ）
- 月面兎兵器ミーナ
- ハチミツとクローバー※2005 - 2006年にはフジテレビ721で放映
- ベルサイユのばら（日本テレビ制作）
- NANA（日本テレビ制作）

### ドラマ
- ニュース速報は流れた（初回のみ、フジテレビONEでも無料放送を実施）
- 記憶 (テレビドラマ)

## 過去に放送された番組
※CSHD時代、721・739とサイマル放送されていた番組は除く

### スポーツ

#### サッカー・サッカー関連
- 国際親善試合
- サッカー日本代表TV
- ブンデスリーガ　ONE・TWO・NEXT（NEXT中心に放送）
- メジャーリーグサッカー
- リーガMX（パチューカ戦中心）
- セリエA
  - セリエAダイジェスト
- エールディヴィジ(オランダ)
- JリーグYBCルヴァンカップ/CONMEBOLスダメリカーナ 王者決定戦

### エンターテイメント
- あたしの音楽
- 韓タメ!DX
- 麻雀脳
- 美女と麻雀
- 新・完全走破 高速道路の旅

### 競馬
競馬関連番組番組は、2010年1月よりTWOへ移動した。
- 中央競馬黄金伝説
- 競馬予想TV!
- 武豊TV!II

### 格闘技
- K-1 WORLD GRAND PRIX（生放送、ステレオ2音声放送あり）　NEXT（生中継）・ONE（録画）

### アニメ
- NAKED WOLVES（相撲を題材にしたFlashアニメ）　ONE・TWO・NEXT

## フジテレビNEXTsmart
2014年3月14日からサービスを開始した、インターネットを利用したストリーミング有料配信のサービスである。通称は「ネクスマ」である。
本サービスは、当チャンネルの番組をそのままインターネット接続が可能なパソコン（タブレットPC含む）、スマートフォン対応携帯電話でも同時に配信するもので、FOD、スカパー!オンデマンド、ニコニコチャンネル（2014年10月1日開始） の会員を対象に提供する（一部著作権利の問題で配信できない番組もあり、その場合は別番組への差し替えとなる）。また一部の番組については見逃し配信サービスも行う。フジテレビは地上波・BS・CSに次ぐ第4のテレビ局の位置づけをなしている。
なお、スカパー!とスカパー!プレミアムサービスの加入者でフジテレビNEXT（ワンツーネクストのセット契約も含む）の契約者は、フジテレビNEXT契約中のMyスカパー!IDでスカパー!オンデマンドにログインすれば無料（追加料金なし）で視聴することが可能。